# سبک لوئی شانزدهم
سبک لوئی شانزدهم (به انگلیسی: Louis Seize یا Louis XVI style)  نوعی سبک معماری، مبلمان، دکوراسیون و هنر هست که در فرانسه و در طی حکومت نوزده ساله لوئی شانزدهم و پیش از انقلاب کبیر گسترش یافت. این سبک در واکنش علیه تزیینات پیچیده سبک باروک شکل گرفت و شاهد گذار سبک باروک به سبک نئوکلاسیسیسم فرانسوی بود.  
سبک لوئی شانزدهم از معماری و هنر روم باستان، مانند معماری شهرهای هرکولانیوم یا پمپئی الهام گرفت. ستون‌های راسته، نعل‌پایه‌های ساده و فرسب‌های مشابه معابد یونانی از مشخصه‌های سبک لوئی شانزدهم هست. همچنین ارزش‌های ژان ژاک روسو در زمینه بازگشت به طبیعت در این سبک نمایان هست.
ویکتور لوئی (۱۸۱۱-۱۷۳۸) و  ماری- جوزف پیر (۱۷۸۵-۱۷۳۰)  از معماران سرشناس این سبک هستند.  لوئی معمار گراند تئاتر بوردو و پیر معمار تئاتر اودئون بود. بلوار پتی‌تریانو نیز از بنا‌های شاخص سبک لوئی شانزدهم هست. 